# Emarosa
Emarosa est un groupe de post-hardcore américain, originaire de Lexington, dans le Kentucky. Formé en 2006, le groupe sort un EP en 2007 intitulé This Is Your Way Out et peu après, subit d'importants changement d'organisation et de genre musical, laissant tomber leur influence heavy metal pour un son plus rock,. Le groupe sort ensuite leur premier album, Relativity, qui introduit le nouveau chanteur Jonny Craig et le guitariste Jonas Ladekjaer. Leur second album éponyme, sorti le 29 juin 2010, est un succès. Après le départ de Jonny Craig, Bradley Walden le remplace au chant. Ils sortent leur troisième album Versus en 2014. Ils signent ensuite chez Hopeless Records avec qui ils réaliseront deux albums, 131 en 2016 et Peach Club en 2019. 

## Biographie

### Débuts (2006–2007)
Emarosa est formé en février 2006 avec le claviériste Jordan Stewart, le batteur Lukas Koszewski et le guitariste E.R. White. Les origines du groupe sont retracées au début du lycée, d'après le claviériste Jordan Stewart à Indiestar.tv. Stewart explique que certains membres jouaient déjà au lycée avant de « s'y mettre sérieusement » en parlant des quatre premiers membres du groupe (ER White, Will Sowers, Lukas Koszweski, Jordan Stewart). Le groupe, à l'origine appelé Corsets Are Cages, enregistre une démo trois titres avec le chanteur Chris Roberts et le guitariste Mike Bryant, qui quitteront le groupe. Le groupe recrute Chris Roetter et Madison Stolzer comme remplaçants, et changent de nom pour Emarosa. Ils signent avec le label StandBy Records pour enregistrer un EP sept titres, This Is Your Way Out, qui comprend une réédition de leur démo Utah, But I'm Taller, rebaptisée Utah. Il est publié le 1er mai 2007, par StandBy Records chez Thriving Records.
Peu après la sortie leur premier EP, Chris Roetter et Madison Stolzer quittent le groupe. Le 19 novembre 2007, Jonny Craig (ex-Dance Gavin Dance), devient leur nouveau chanteur. Jonas Ladekjaer les rejoint aussi comme guitariste.

### Relativity(2008–2009)
Le 26 janvier 2008, Emarosa poste sa première chanson avec Jonny Craig intitulée, New Demo (désormais appelée Set It Off Like Napalm). Deux semaines plus tard, sort la démo Pretend. Release. The Close.. Le 3 mai 2008, trois nouvelles chansons en post-production sont ajoutées sur MySpace et le nom de l'album, Relativity, est révélé. L'album est publié le 8 juillet 2008. Pendant l'interview d'Emarosa avec Indiestar, Craig explique que Set It Off Like Napalm et Pretend Release the Close parlent « de ce qu'il [Craig] vivait, [son départ de] Dance Gavin Dance, et pourquoi [il] se sentait bien dans ce groupe [Emarosa]. » Jerry Roush (ex-Sky Eats Airplane et Of Mice and Men) annonce en blaguant être le nouveau chanteur Emarosa pendant l'interview.
Emarosa tourne pendant les deux ans qui suivent avec des groupes comme Fiora, Akissforjersey, Before Their Eyes, et The Wedding. Emarosa tourne avec A Skylit Drive, Sky Eats Airplane, et Breathe Carolina pendant tout le mois de juillet. Ils jouent une autre tournée au Canada avec Dead and Divine en août, puis joue avec Chiodos le 30 août 2008 à Lexington, dans le Kentucky. Emarosa joue en tête d'affiche du Rise Records Tour en septembre et en octobre la première semaine avec In Fear and Faith et Attack Attack!. Ils jouent The Delicious Tour aux côtés de Pierce the Veil et Breathe Carolina. Emarosa tourne au Royaume-Uni avec You Me at Six et The Spill Canvas entre le 6 et le 13 mars 2009. A Day to Remember annonce leur dernière tournée américaine (The Sweet Brag Tour) qui fait aussi participer The Devil Wears Prada et Sky Eats Airplane. La tourée est organisée du 14 mars au 1er mai 2009. Entre juin et août, ils effectuent la The Artery Foundation Across the Nation Tour en soutien à I See Stars, Our Last Night, In Fear and Faith, Burden of a Day, et Broadway.

### Emarosa(2010–2012)
Emarosa informe les fans que de nouvelles chansons sont enregistrées pour un nouvel album sur YouTube. L'album est publié le 29 juin 2010 chez Rise Records
Craig explique que le groupe traversera Portland après sa carrière solo.

## Membres

### Membres actuels
- ER White – guitare solo (depuis 2006)
- Bradley Walden – chant (depuis 2014)
- Matthew Marcellus - guitare rythmique (depuis 2014)
- Robert Joffred - basse (depuis 2018, membre de tournée: 2016-2018)

### Membre de tournée
- Justin Nace - batterie (depuis 2019)

### Anciens membres
- Chris Roberts – chant (2006)
- Mike Bryant – guitare rythmique (2006)
- Chris Roetter – chant (2006–2007)
- Madison Stolzer – guitare rythmique (2006–2007)
- Jonny Craig – chant (2007–2011)
- Lukas Koszewski – batterie (2006–2014)
- Jonas Ladekjaer – guitare rythmique (2007–2014)
- Will Sowers – basse (2006–2016)
- Jordan Stewart – synthétiseur, piano (2006-2018)

### Anciens membres de tournée
- Tilian Pearson – chant (2011)
- Brandon Morgan - batterie, percussions (2014–2015)
- Connor Denis - batterie, percussions (2015–2016)
- Brent Caltagirone - batterie (2016-2017)
- Kyle Adams - batterie (2017-2019)

## Discographie

### Albums studio
- 2008 : Relativity
- 2010 : Emarosa
- 2014 : Versus
- 2016 : 131
- 2019 : Peach Club

### EP
- 2007 : This Is Your Way Out

### Démos
- 2006 : Corsets Are Cages